# Army of the Border
Het Army of the Border was een leger van de Noordelijke Staten die werd ingezet tegen de Zuidelijke raid van Sterling Price in 1864 tijdens de Amerikaanse Burgeroorlog. Generaal-majoor Samuel R. Curtis stond aan het hoofd van het leger tijdens zijn kort bestaan.
Generaal-majoor James G. Blunt, bevelhebber van het District of South Kansas, kreeg het bevel over de 1st Division. Deze divisie bestond uit drie brigades met cavalerieregimenten en één brigade met Kansas state militie-eenheden. De 2nd Division met de rest van de militia-eenheden stond onder leiding van generaal-majoor George Dietzler.
Blunts divisie nam deel aan de Tweede slag bij Lexington en de Slag bij Little Blue River voor het zich opnieuw aansloot bij de rest van Curtis leger bij Westport Missouri. Tijdens de Slag bij Westport kreeg Curtis versterking van Alfred Pleasontons cavaleriedivisie uit het Departement of the Missouri. Na de slag keerden de verschillende miltie-eenheden terug naar hun respectievelijke counties. Blunts en Pleasontons cavalerie zetten de achtervolging in op de verslagen Zuidelijke eenheden van Price. Blunts divisie nam nog deel aan de laatste grote slag van de raid bij Newtonia. Daarna werd het leger ontbonden.

## Generaals
- Generaal-majoor Samuel R. Curtis (14 oktober 1864 tot 8 november 1864)

## Veldslagen
- Prices raid
  - Tweede slag bij Lexington (Enkel de 1st Division van Blunt nam deel)
  - Slag bij Little Blue River (Enkel de 1st Division van Blunt nam deel)
  - Slag bij Westport
  - Tweede slag bij Newtonia (Enkel de 1st Division van Blunt nam deel)